# Deborah Griscom Passmore
Deborah Griscom Passmore (Delaware, 17 de julio de 1840–3 de enero de 1911) fue una ilustradora botánica estadounidense, que se especializó en pinturas de frutas para el Departamento de Agricultura de los Estados Unidos (USDA). Su trabajo se conserva actualmente en la Pomological Watercolor Collection del USDA, está considerada la mejor entre los primeros artistas de la institución. Passmmore dirigió a los artistas del USDA y se convirtió en la más prolífica del grupo, contribuyendo con una quinta parte de las 7500 pinturas de la Pomological Watercolor Collection. 

## Trayectoria
Deborah Griscom Passmore fue la quinta y última hija de Elizabeth K. Knight (1800 - 1845) maestra y predicadora de una rama ortodoxa de cuáqueros y de Everett Griscom Passmore (1787 - 1868) un agricultor. Passmore recibió los nombres de Deborah Griscom por su abuela paterna, quien era prima hermana de Betsy Ross. Su madre murió cuando aún era una niña y Passmore se educó en un internado cercano donde su madre había sido maestra antes de casarse. Luego se formó como artista en la Escuela de Diseño para Mujeres y en la Pennsylvania Academy of the Fine Arts. Su prima, Deborah Passmore Gillingham (1820 - 1877) también fue artista botánica, aunque era una aficionada y su trabajo no se publicó hasta hace poco.
Passmore siguió su formación artística en Filadelfia y estudió arte en Europa durante un año. Allí, encontró inspiración en las ilustraciones botánicas de Marianne North en Real Jardín Botánico de Kew, Inglaterra, y cuando regresó a los Estados Unidos, comenzó a pintar las flores silvestres de América, así como lirios y otras flores. Esperaba publicar estas acuarelas bajo el título Flores en el color del agua: Flores silvestres de América, pero nunca logró hacerlo y el manuscrito ahora se encuentra en las Colecciones especiales del USDA. El arte de Passmore se caracterizó por el delineado de los dibujos con una precisión minuciosa y en ocasiones usó hasta cien lavados para obtener el efecto deseado. El conocido botánico Edward Lee Greene era un gran admirador de las pinturas de flores de Passmore. También pintó cactus y algunas de sus acuarelas se imprimieron en la obra de 1919, titulada The Cactaceae que fue publicada por el Instituto Carnegie.  
Passmore trabajó en Filadelfia como maestra durante varios años antes de mudarse a Washington D. C. por influencia de William Wilson Corcoran, fundador de la Galería de Arte Corcoran, quien quedó muy impresionado por su trabajo. Corcoran murió antes de que Passmore pudiera obtener trabajo a través de esta conexión. Passmore comenzó a trabajar en 1892 como ilustradora en el Departamento de Agricultura de los Estados Unidos, en el momento en que las principales regiones productoras de fruta en los Estados Unidos estaban surgiendo, los agricultores trabajaron con el USDA para establecer huertos que les permitieran expandir su mercado. La fotografía aún no se usaba ampliamente como medio documental, por lo que el gobierno confió en artistas como Passmore, Amanda Newton, Elsie Lower, Ellen Isham Schutt y Royal Charles Steadman quienes realizaron dibujos técnicamente precisos para sus publicaciones.
Passmore fue una de los más de 50 ilustradores botánicos contratados en este período, fue promovida rápidamente, siendo nombrada líder del equipo de artistas de la división de Pomología, el mismo año en que fue contratada. Una de sus primeras tareas para el USDA fue pintar exhibiciones para la Exposición Mundial Colombina de 1893, en Chicago, en la que también pudo exhibir algunas de sus propias pinturas. Siguió trabajando para el USDA durante diecinueve años. Alan Fusonie, jefe de las Colecciones Especiales de la Biblioteca Nacional de Agricultura, en 1990 la consideró "la mejor ejemplo de calidad de los primeros ilustradores del USDA" y sus acuarelas de frutas en particular, un tesoro nacional.: 301–02 En un libro sobre las raíces del ecofeminismo, Greta Gaard cita a Deborah Passmore junto con las artistas de naturaleza Lucy Say y Grace Albee como mujeres que ayudaron a "crear un clima y una tradición que pueden considerarse fundamentales para el ecofeminismo".
La obra de Passmore para el USDA cubrió una amplia gama de frutas, incluidas manzanas, peras, ciruelas, duraznos, naranjas, caquis, fresas y grosellas, así como el níspero, kumquat y cereza de Surinam, menos comunes. Passmore fue extremadamente prolífica, produciendo más de 1500 acuarelas y dibujos terminados para el USDA, más de la mitad de los cuales fueron creados entre 1895 y 1902. Muchos de estos se pueden encontrar en los informes técnicos y publicaciones de la agencia. Además, entre 1901 y 1911, se publicó una selección de su trabajo en el anuario del departamento, que acompañó a un informe anual sobre nuevos frutos. Entre los cultivares que ilustró para el primero de estos anuarios estaban la manzana McIntosh y la ciruela Wickson. 
Passmore también dio clases de arte en privado, en Washington, donde mantuvo su propio estudio. Murió en su casa de un ataque al corazón el 3 de enero de 1911. 
Gran parte del trabajo de Passmore se conserva actualmente en la Pomological Watercolor Collection del Departamento de Agricultura de los Estados Unidos (USDA), dentro de las Colecciones Especiales de la Biblioteca Nacional de Agricultura en la que varias impresiones de su trabajo se exhiben permanente en la sala de lectura principal. Algunas de sus acuarelas de cactus están en la colección del departamento de Botánica del Museo Nacional de Historia Natural de los Estados Unidos.

## Galería

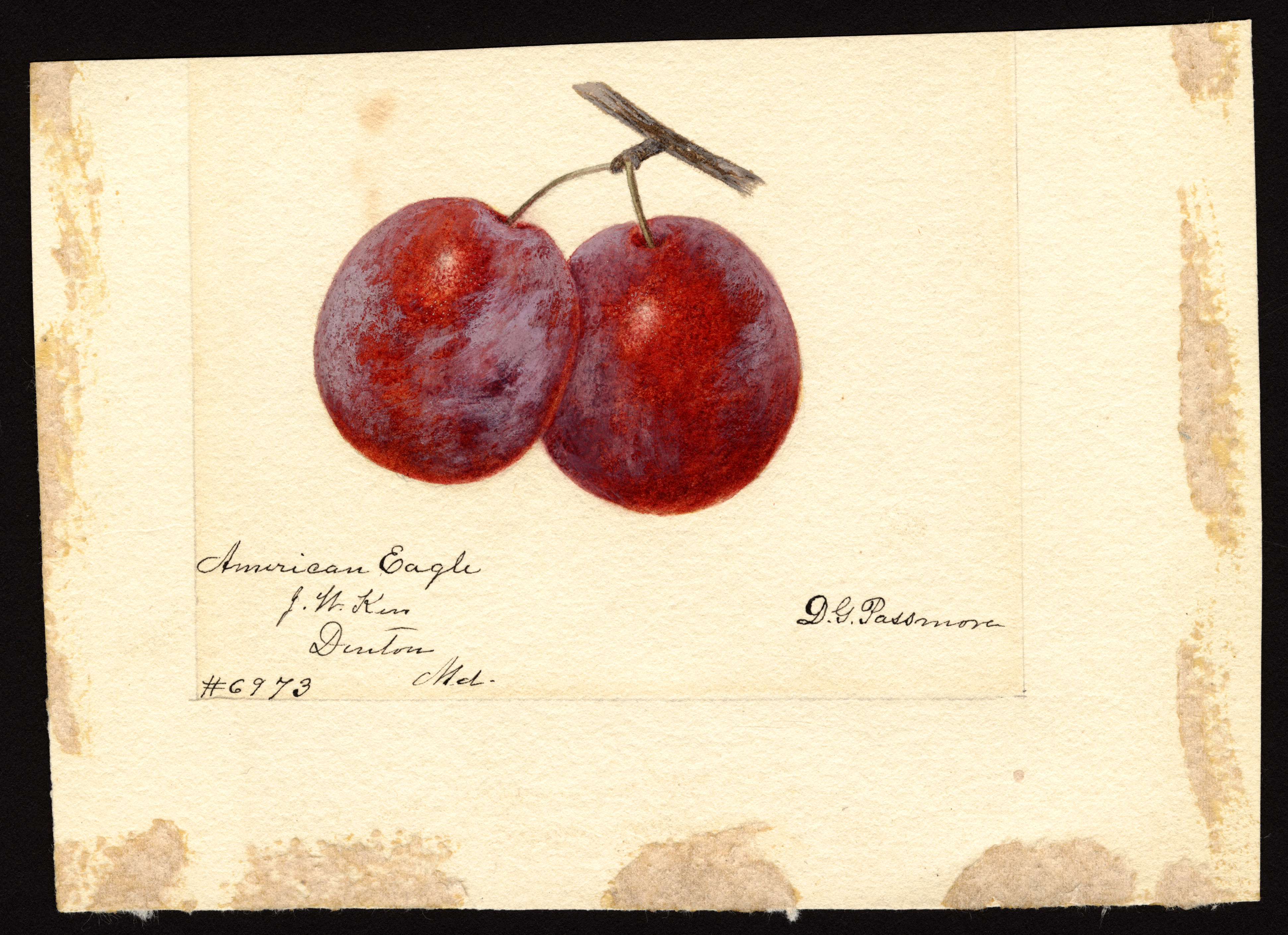
Imagen de la variedad de ciruela American Eagle (nombre científico: Prunus domestica), con este ejemplar originario de Denton, condado de Caroline, Maryland, Estados Unidos.
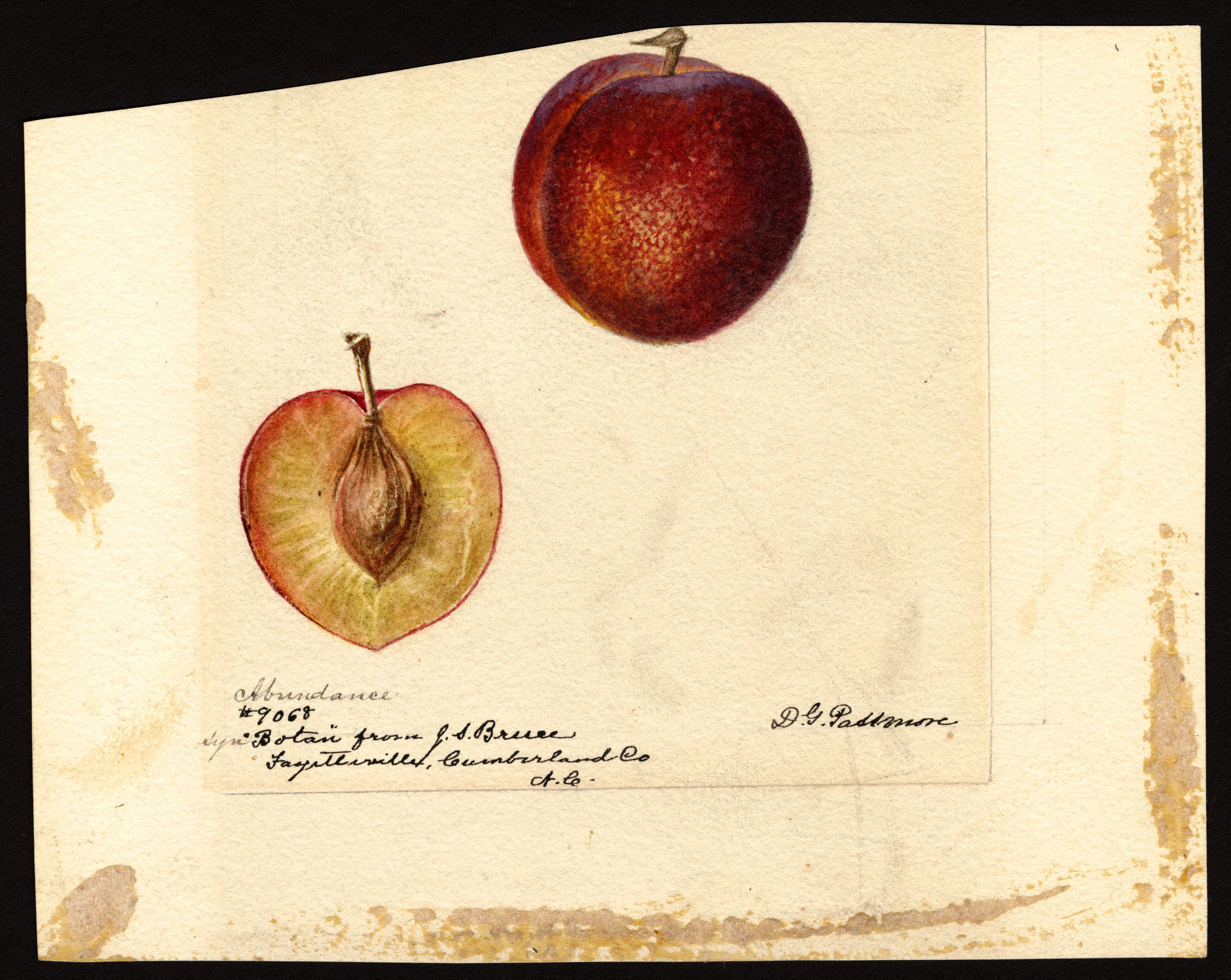
Imagen de la variedad de ciruelas Abundance (nombre científico: Prunus domestica), con este ejemplar originario de Fayetteville, condado de Cumberland, Carolina del Norte, Estados Unidos.
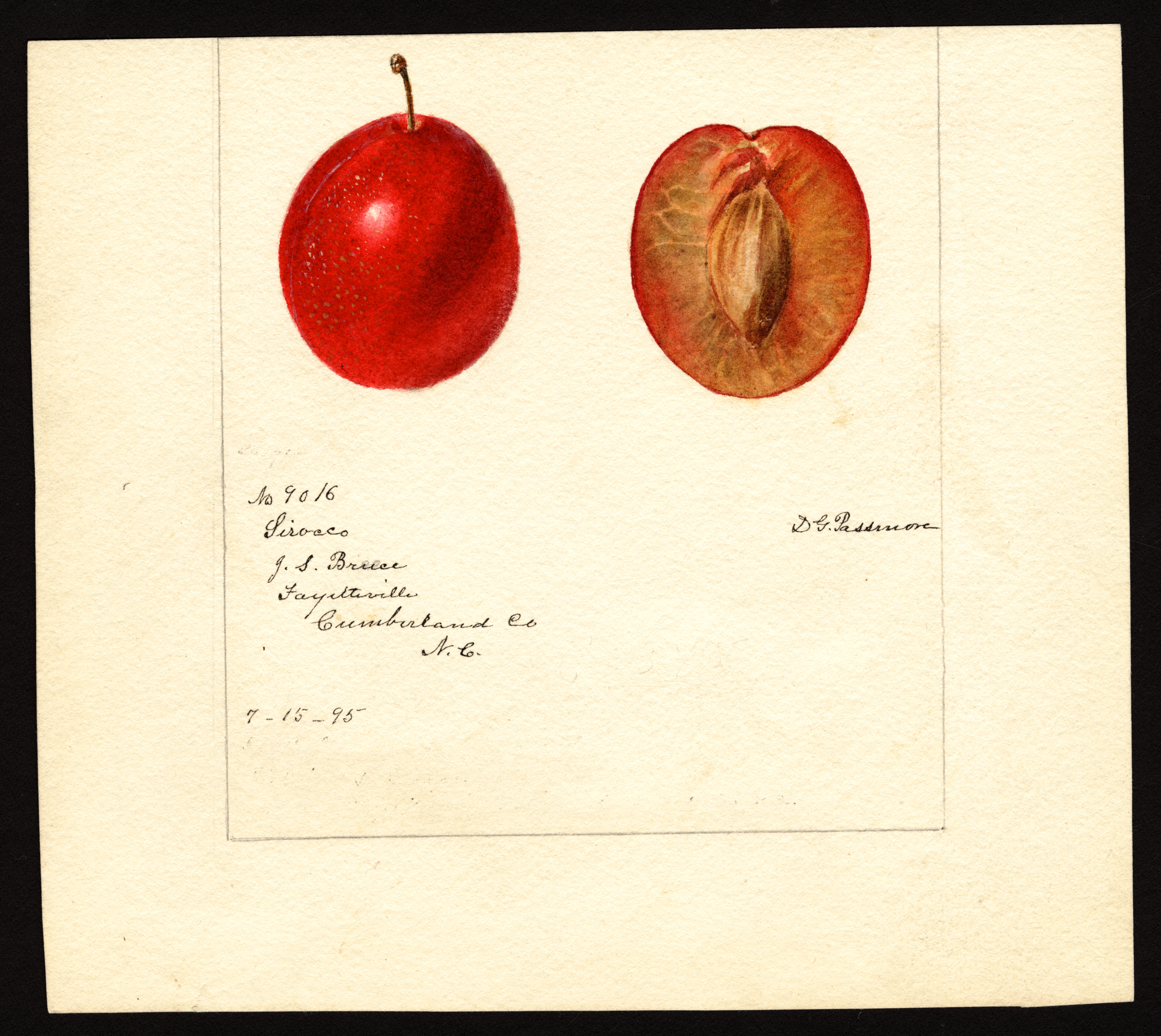
Imagen de la variedad de ciruelas Sirocco (nombre científico: Prunus domestica), con este ejemplar originario de Fayetteville, condado de Cumberland, Carolina del Norte, Estados Unidos. (1895)
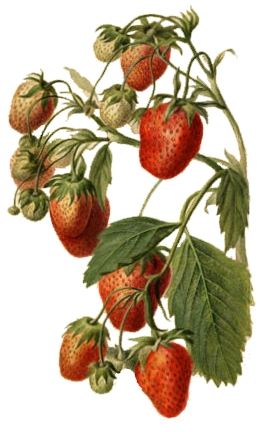
Parker Earle (fresa) (1890)
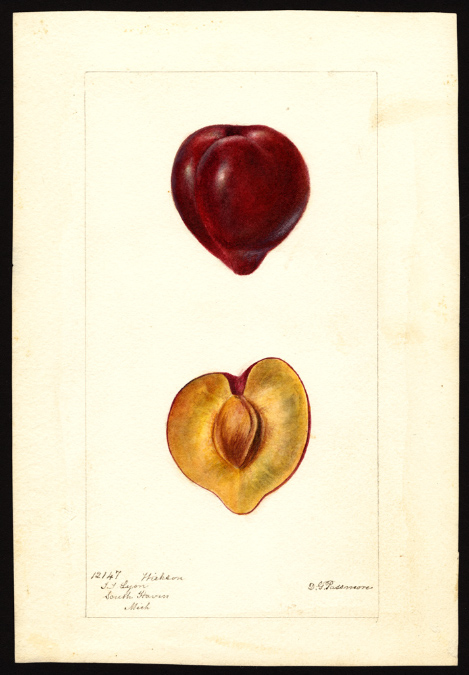
Acuarela de la ciruela Wickson (1896)
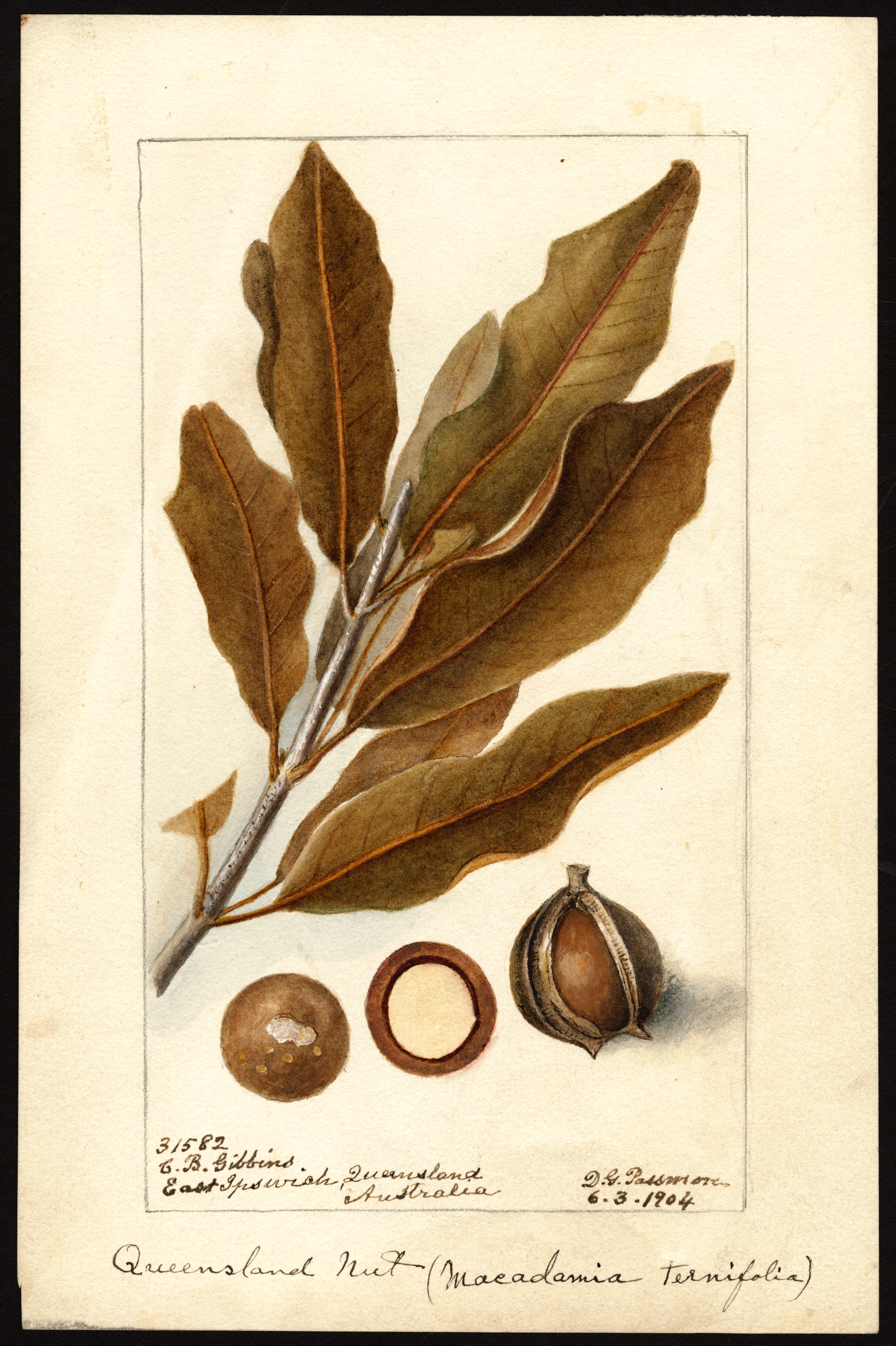
Imagen de Macadamia (nombre científico: Macadamia ternifolia), con este ejemplar originario de Ipswich, Queensland, Australia. (1904)
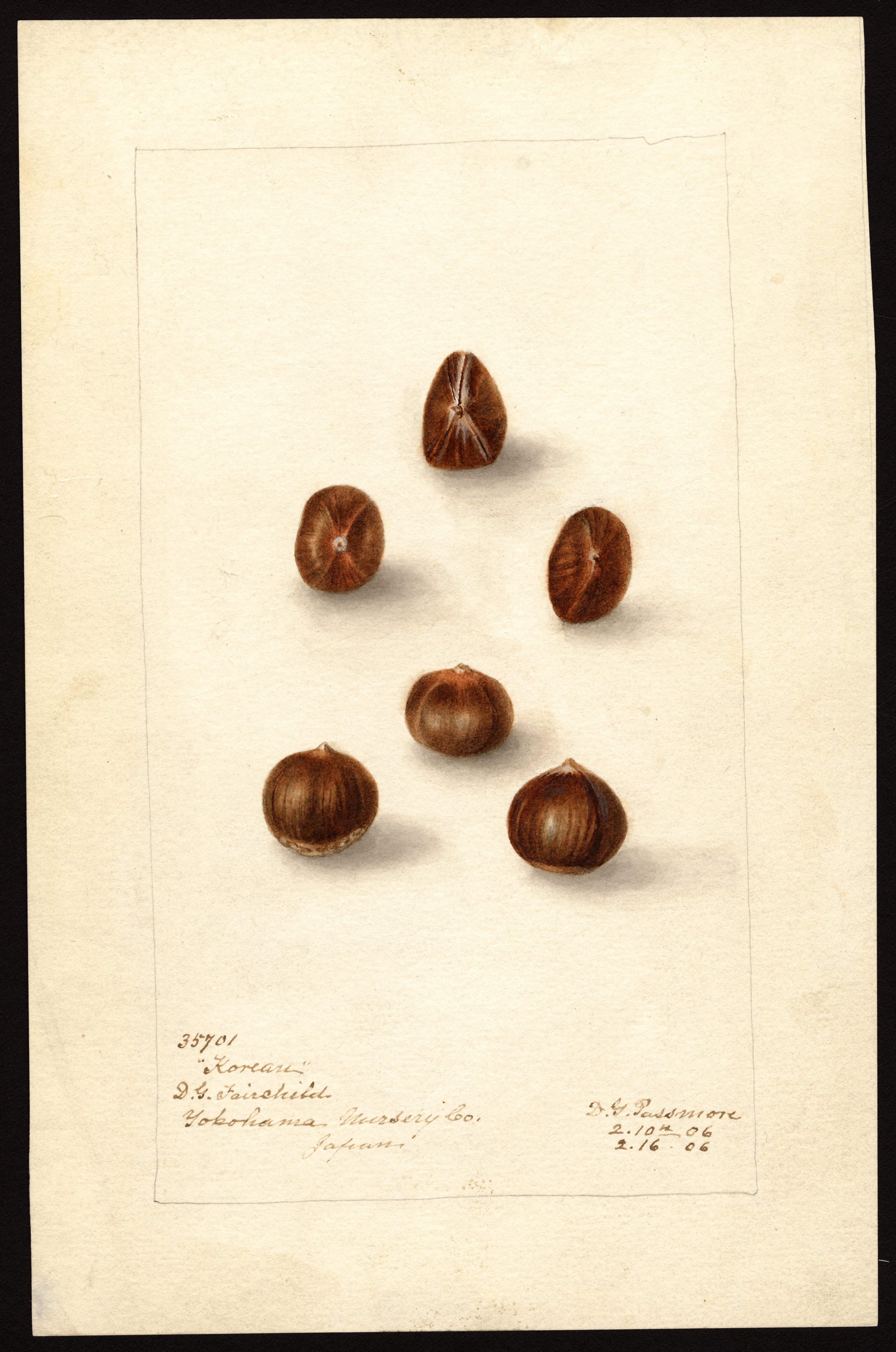
Imagen de la variedad coreana de avellanas (nombre científico: Corylus), con este ejemplar originario de Japón (1906)
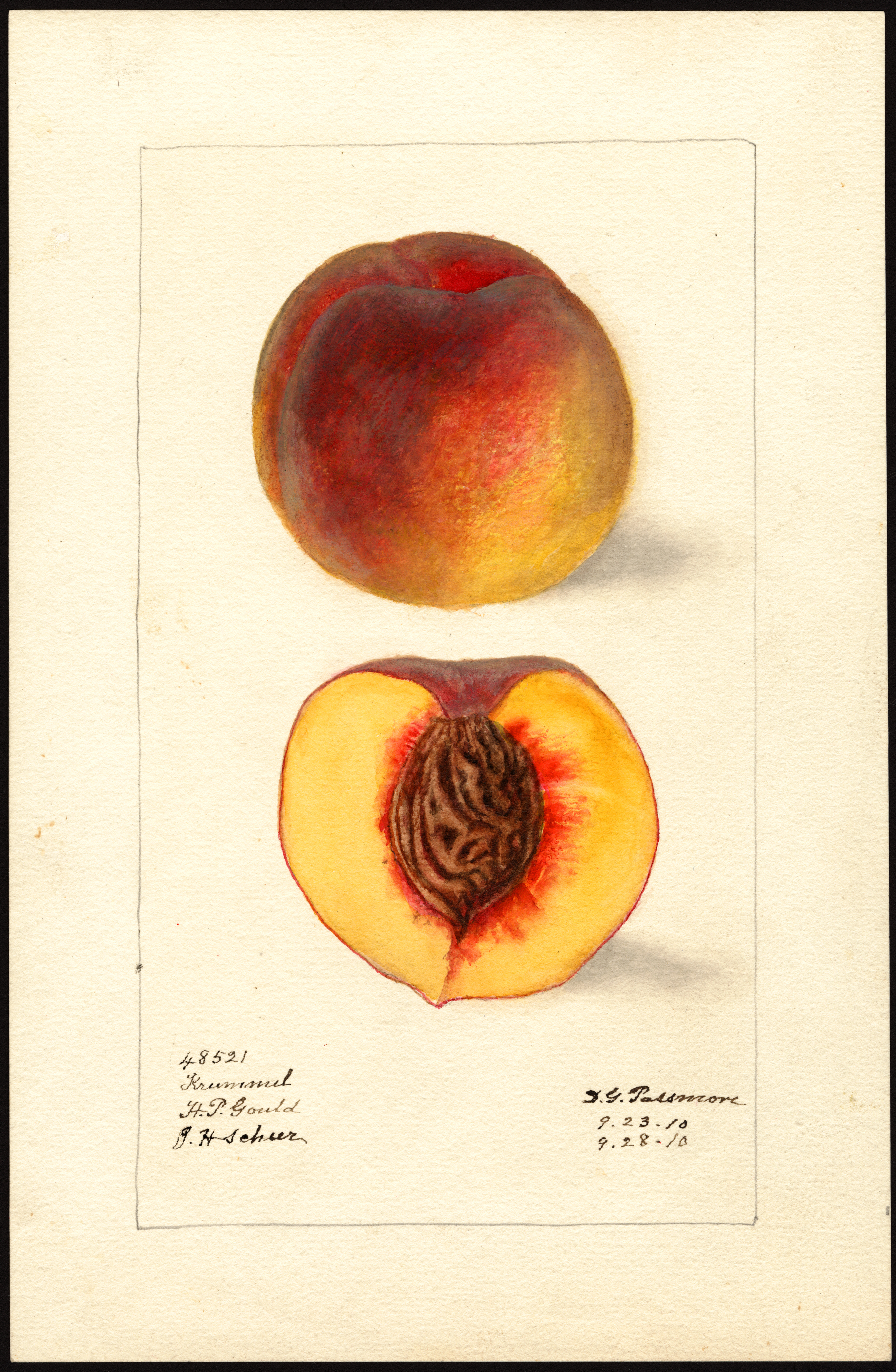
Imagen de la variedad de melocotones Krummels (nombre científico: Prunus persica) (1910)
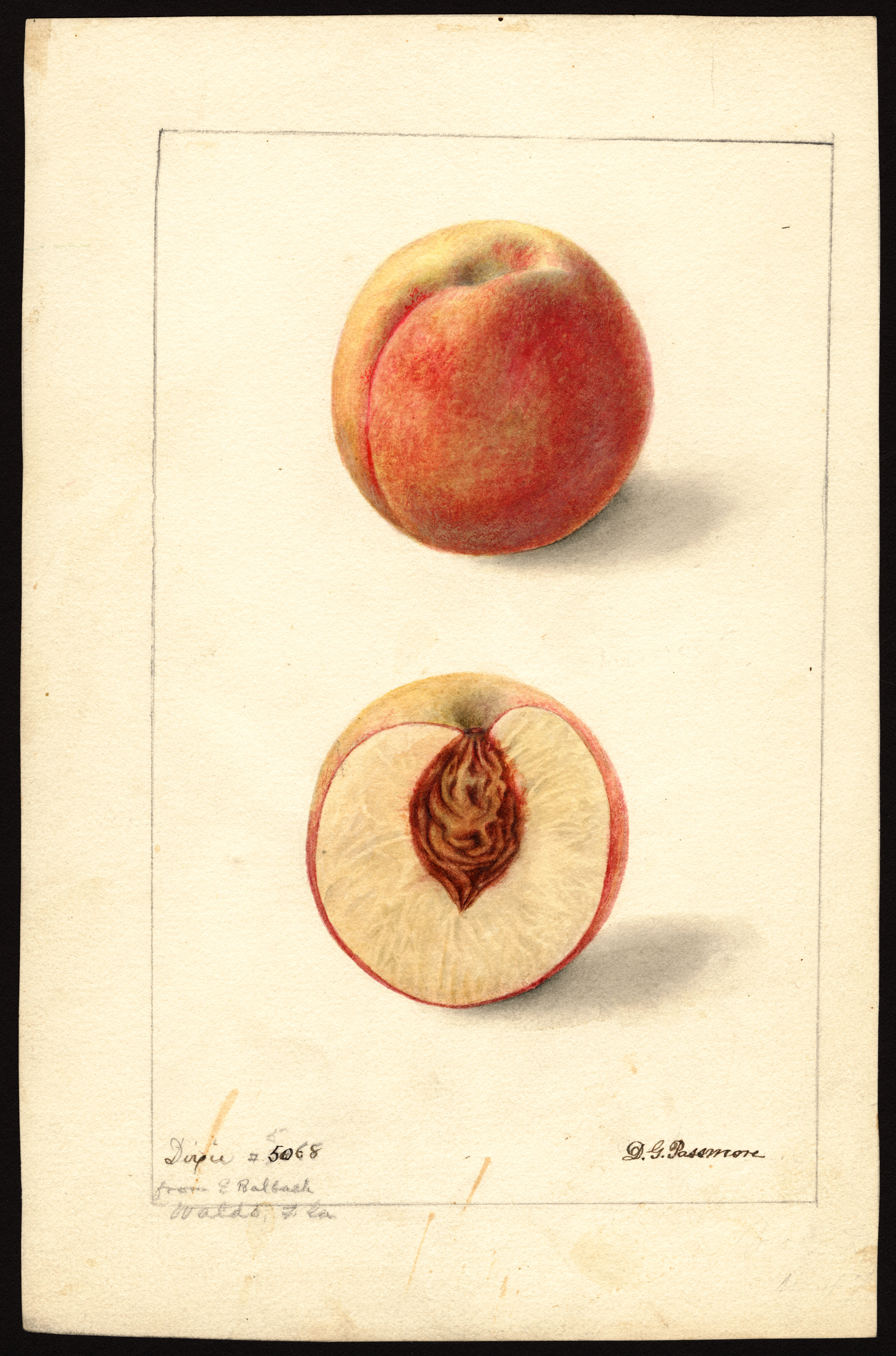
Imagen de la variedad de duraznos Dixie (nombre científico: Prunus persica), con este ejemplar originario de Waldo, condado de Alachua, Florida, Estados Unidos. (1893)
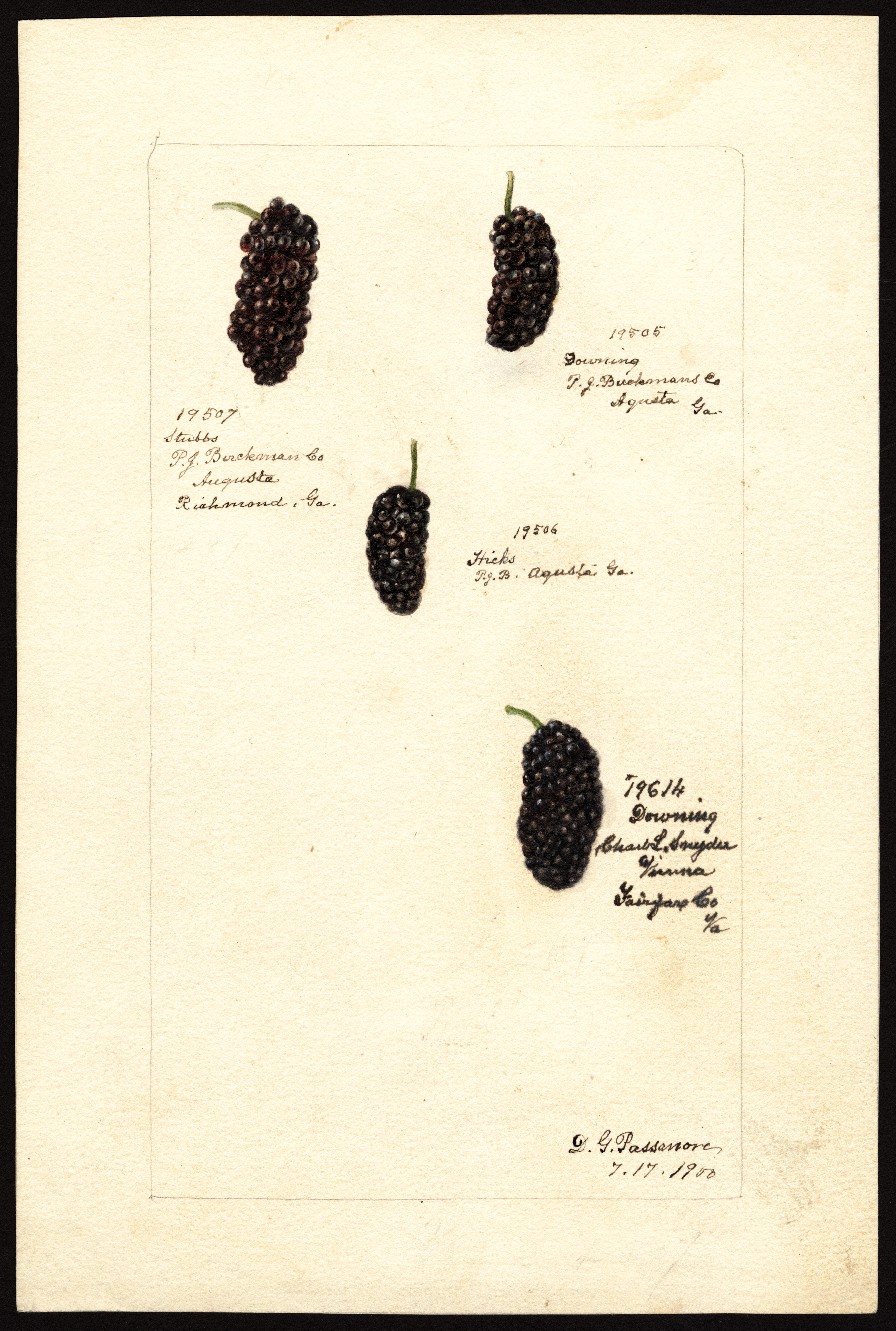
Imagen de zarzas (nombre científico: Rubus), con este ejemplar originario de Augusta, condado de Richmond, Georgia, Estados Unidos. (1900)
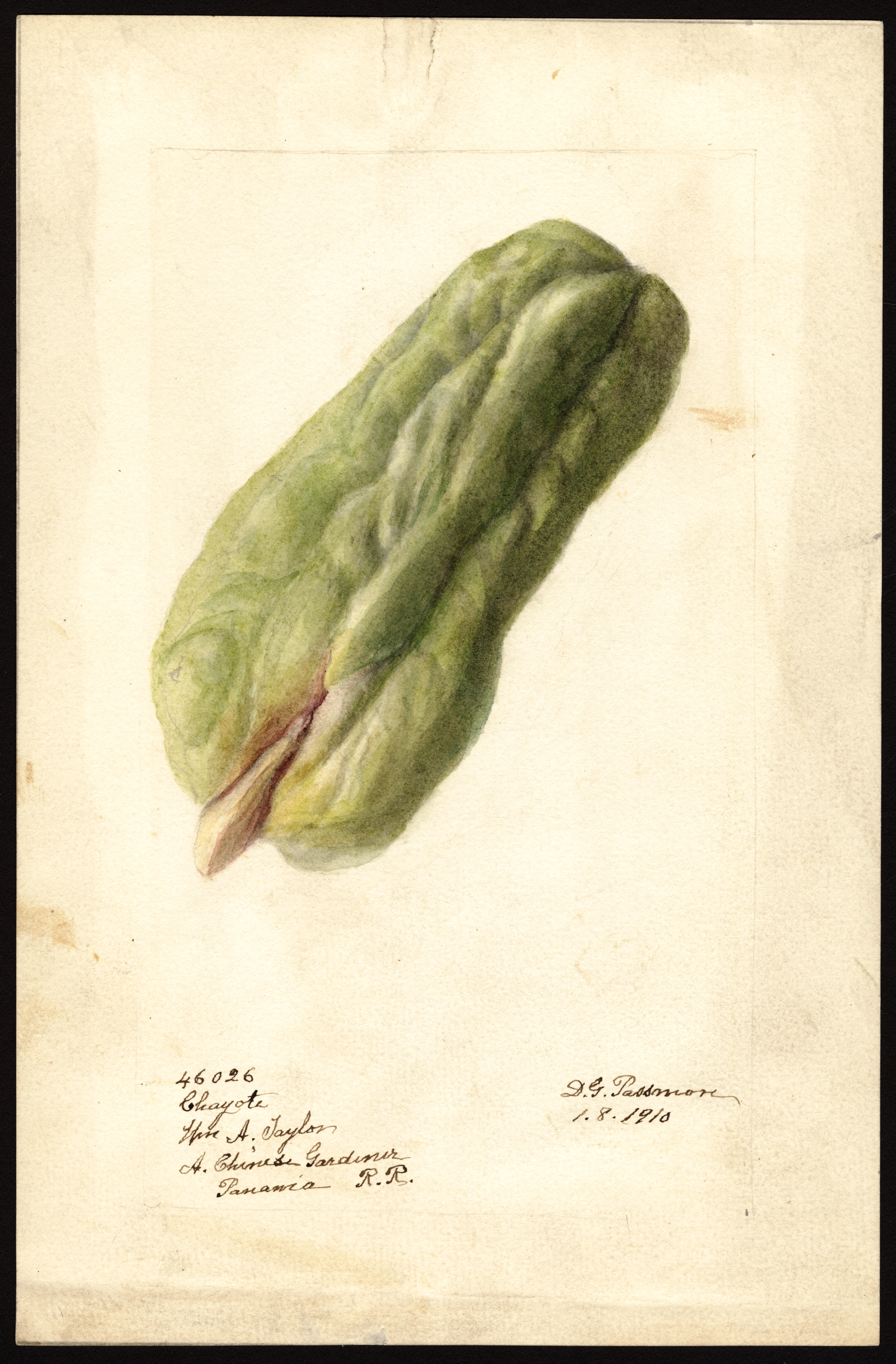
Imagen de chayote (nombre científico: Sechium edule), con este ejemplar originario de Panamá (1910)
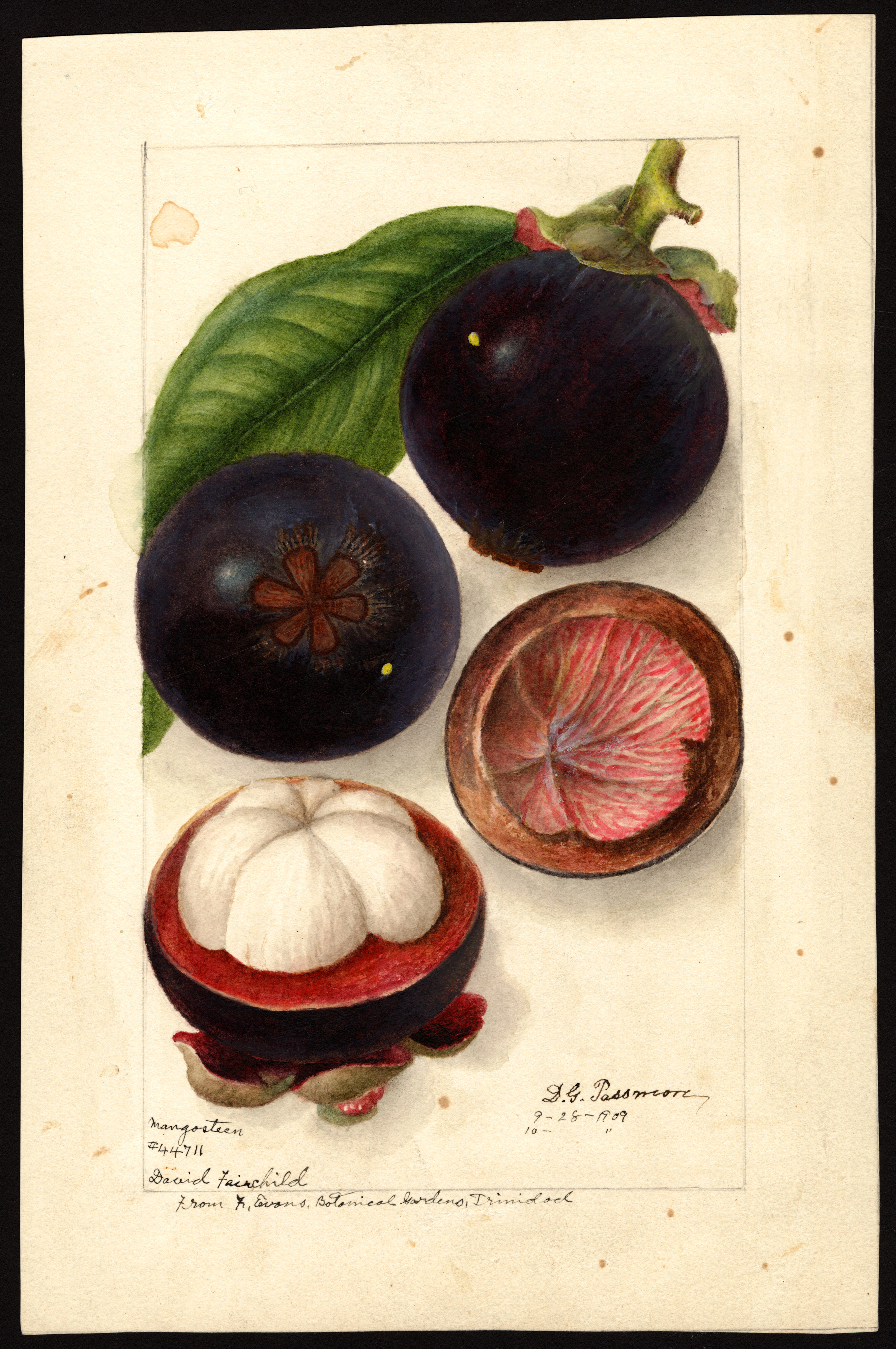
Imagen de mangostanes (nombre científico: Garcinia mangostana), con este ejemplar originario de Trinidad y Tobago (1909)
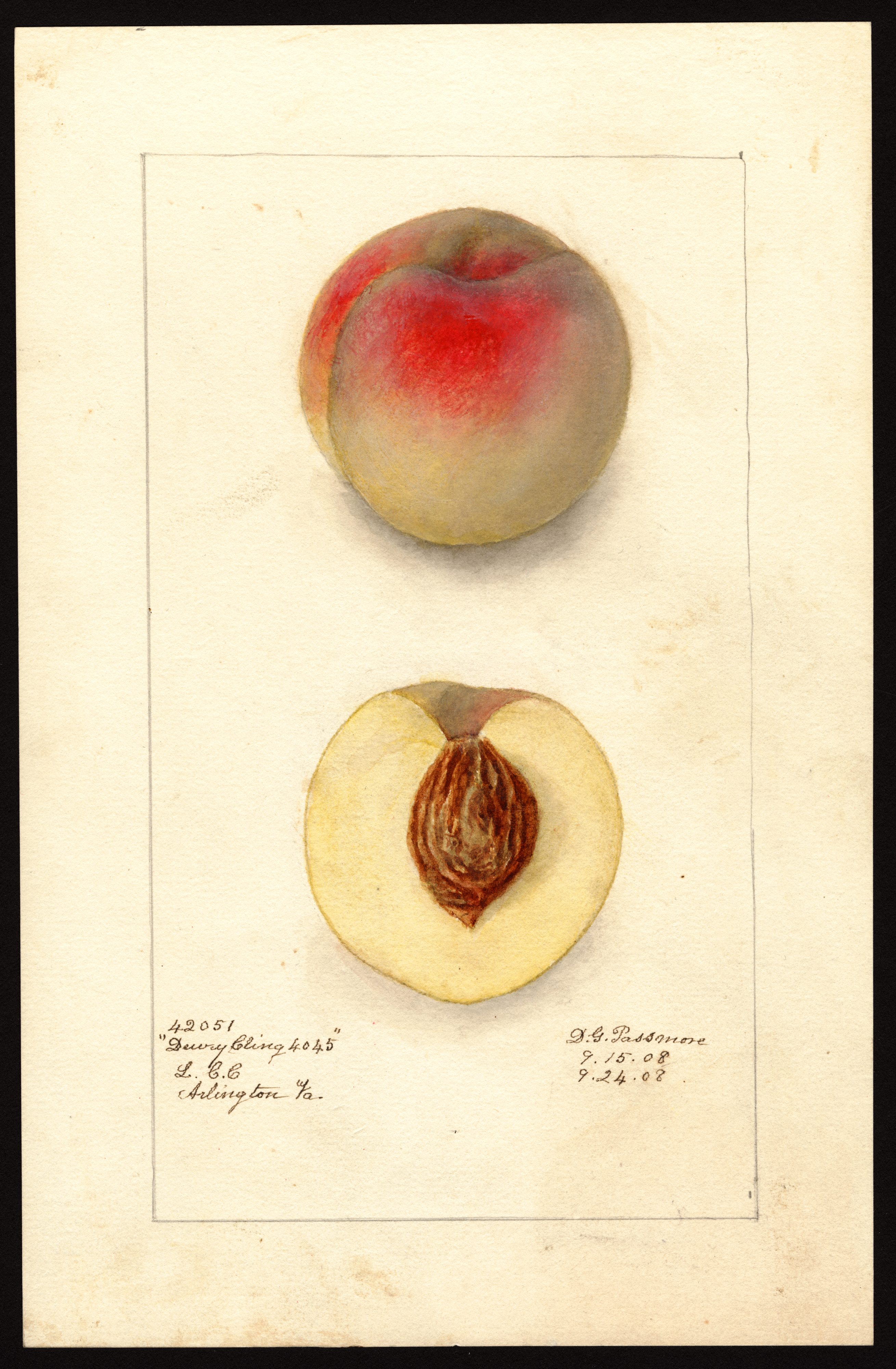
Imagen de la variedad de duraznos Dewey Cling (nombre científico: Prunus persica), con este ejemplar originario de Rosslyn, condado de Arlington, Virginia, Estados Unidos. (1908)
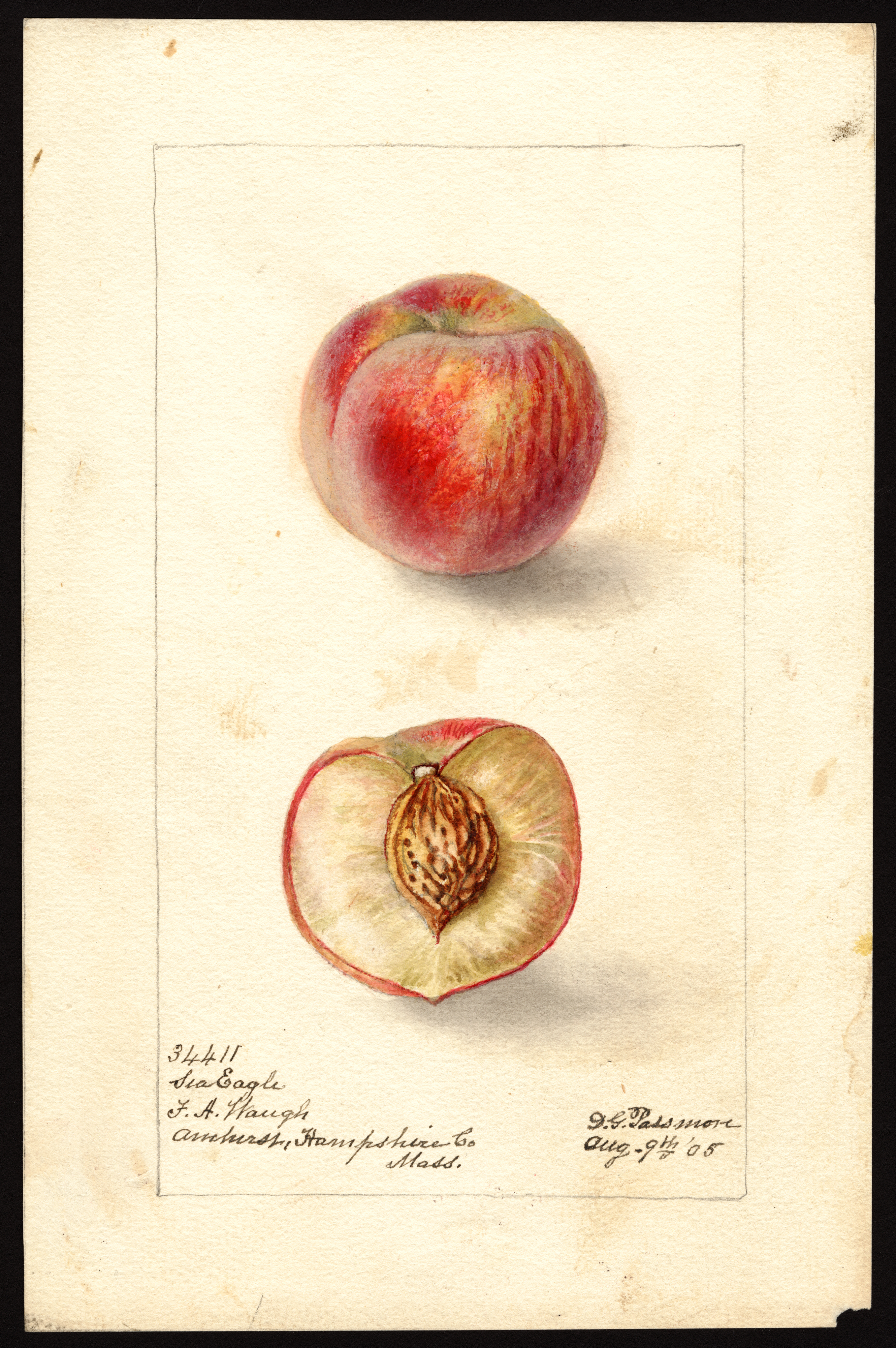
Imagen de la variedad de melocotones Sea Eagle (nombre científico: Prunus persica), con este ejemplar originario de Amherst, condado de Hampshire, Massachusetts, Estados Unidos (1905)
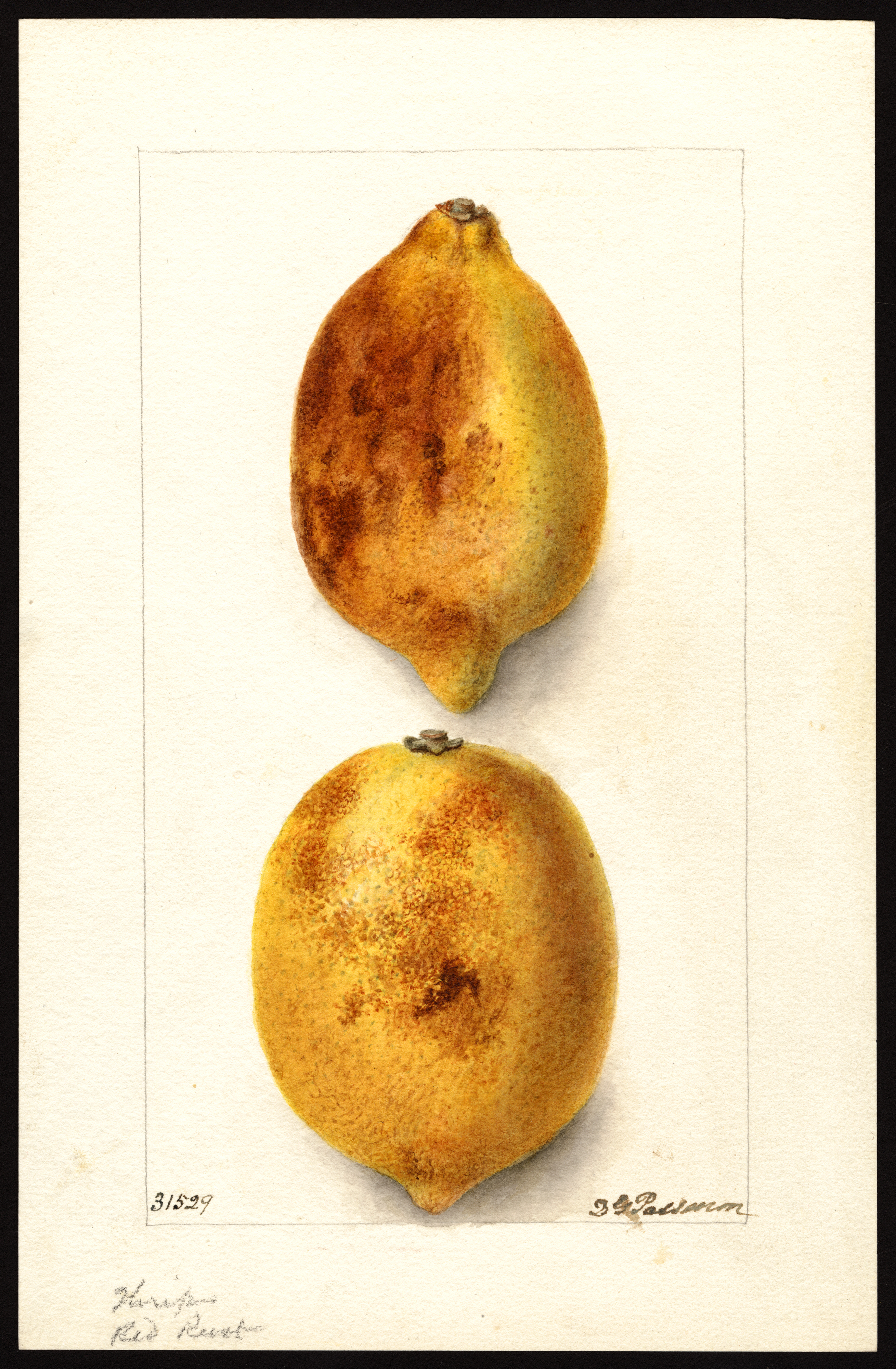
Imagen de limones (nombre científico: Citrus limon), con este ejemplar originario de Whittier, condado de Los Ángeles, California, Estados Unidos. (1904)
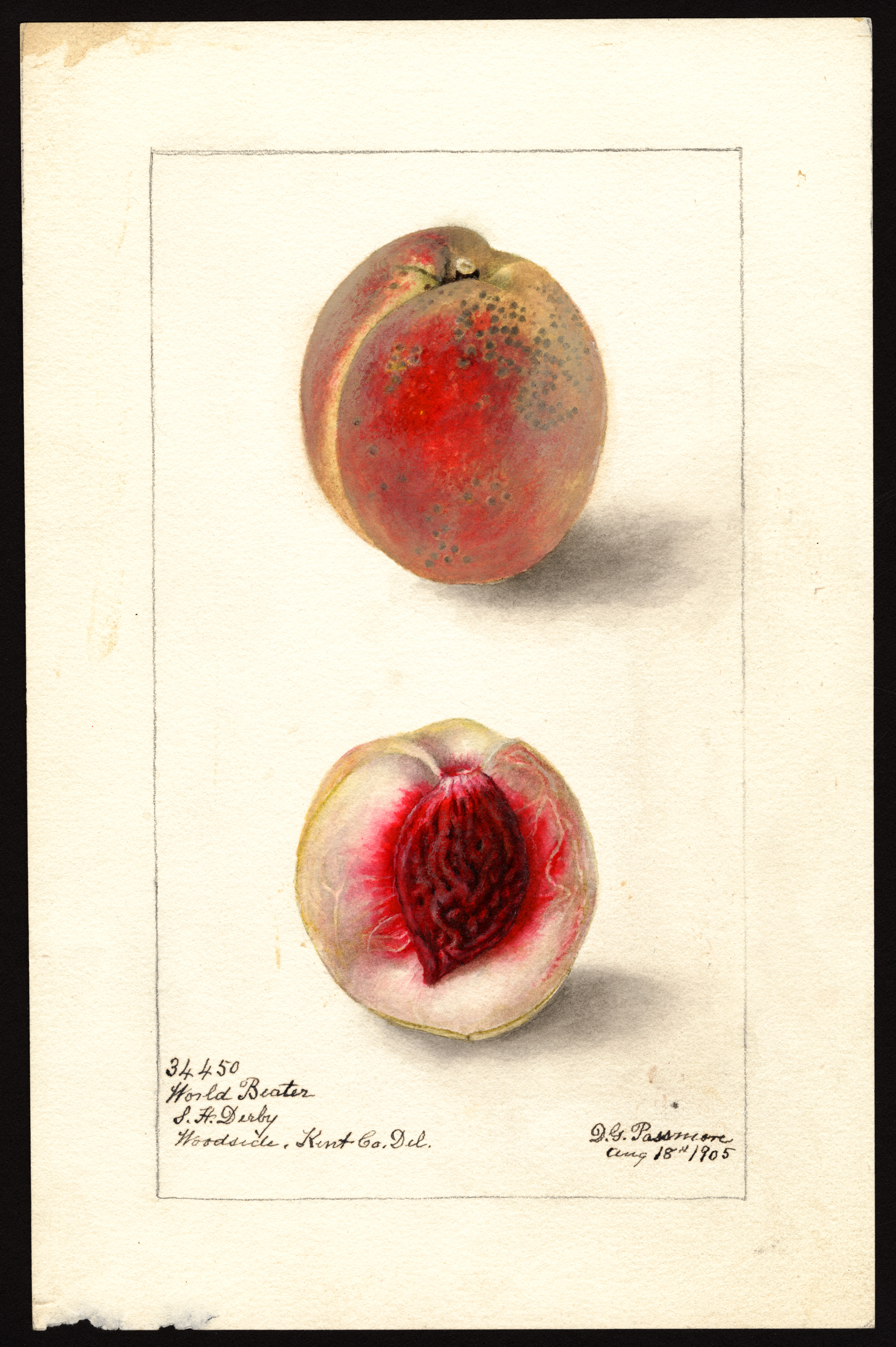
Imagen de la variedad de melocotón World Beater (nombre científico: Prunus persica), con este ejemplar originario de Woodside, condado de Kent, Delaware, Estados Unidos. (1905)
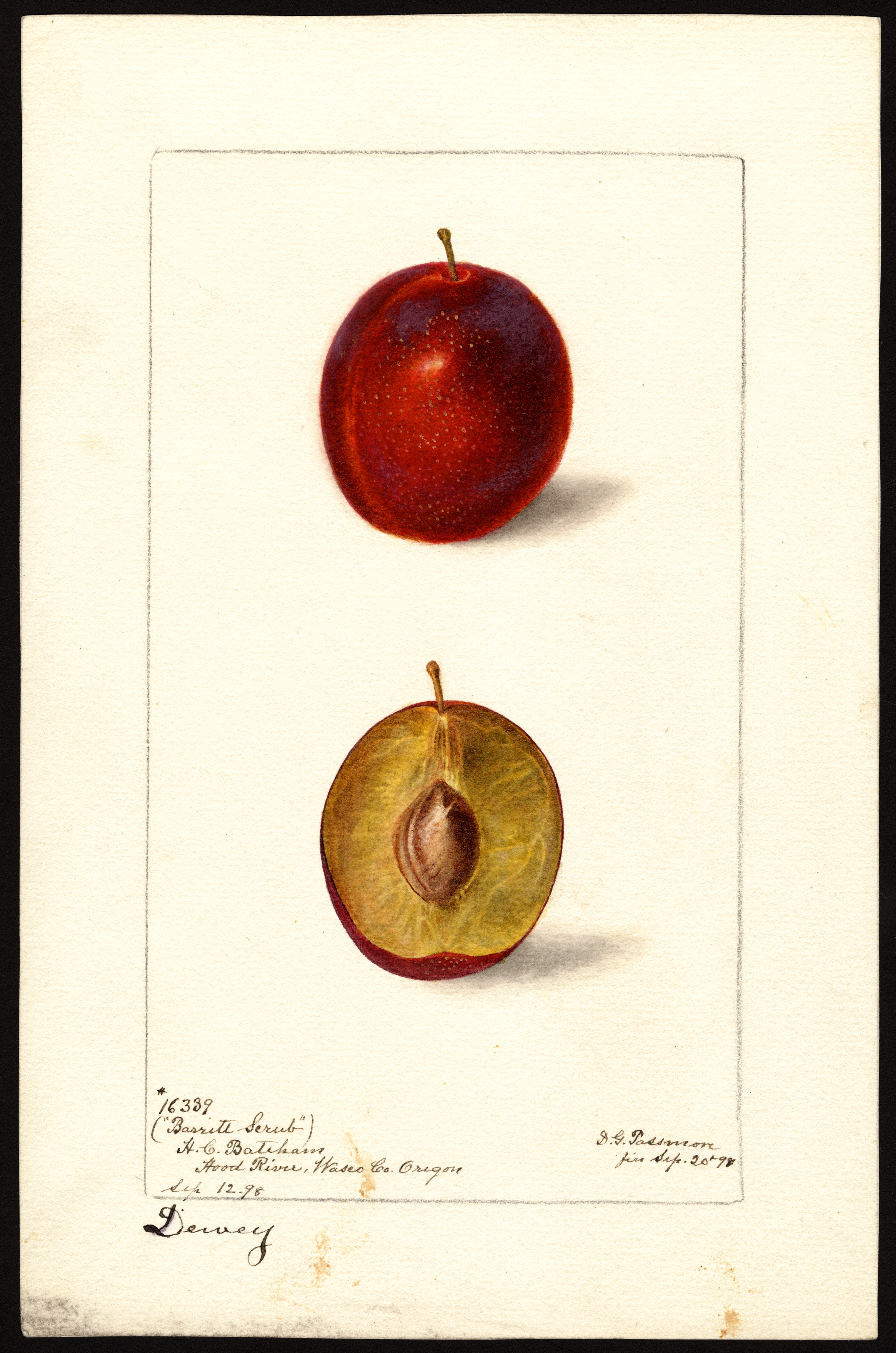
Imagen de la variedad de ciruelas Dewey (nombre científico: Prunus domestica), con este ejemplar originario de Hood River, condado de Hood River, Oregón, Estados Unidos. (1898)
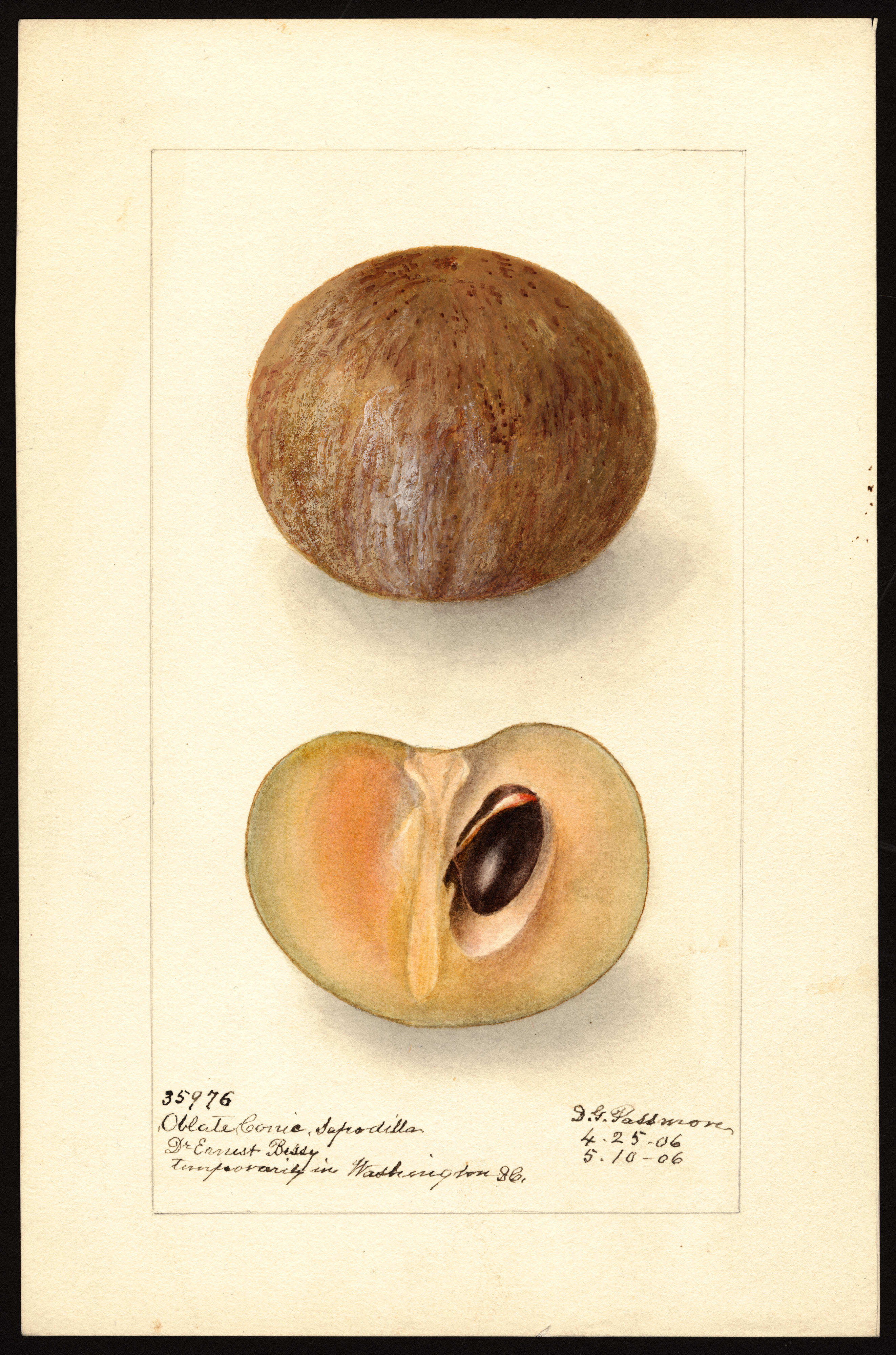
Imagen de zapotes (nombre científico: Manilkara zapota), con este ejemplar originario de Miami, Condado de Dade, Florida, Estados Unidos. (1906)
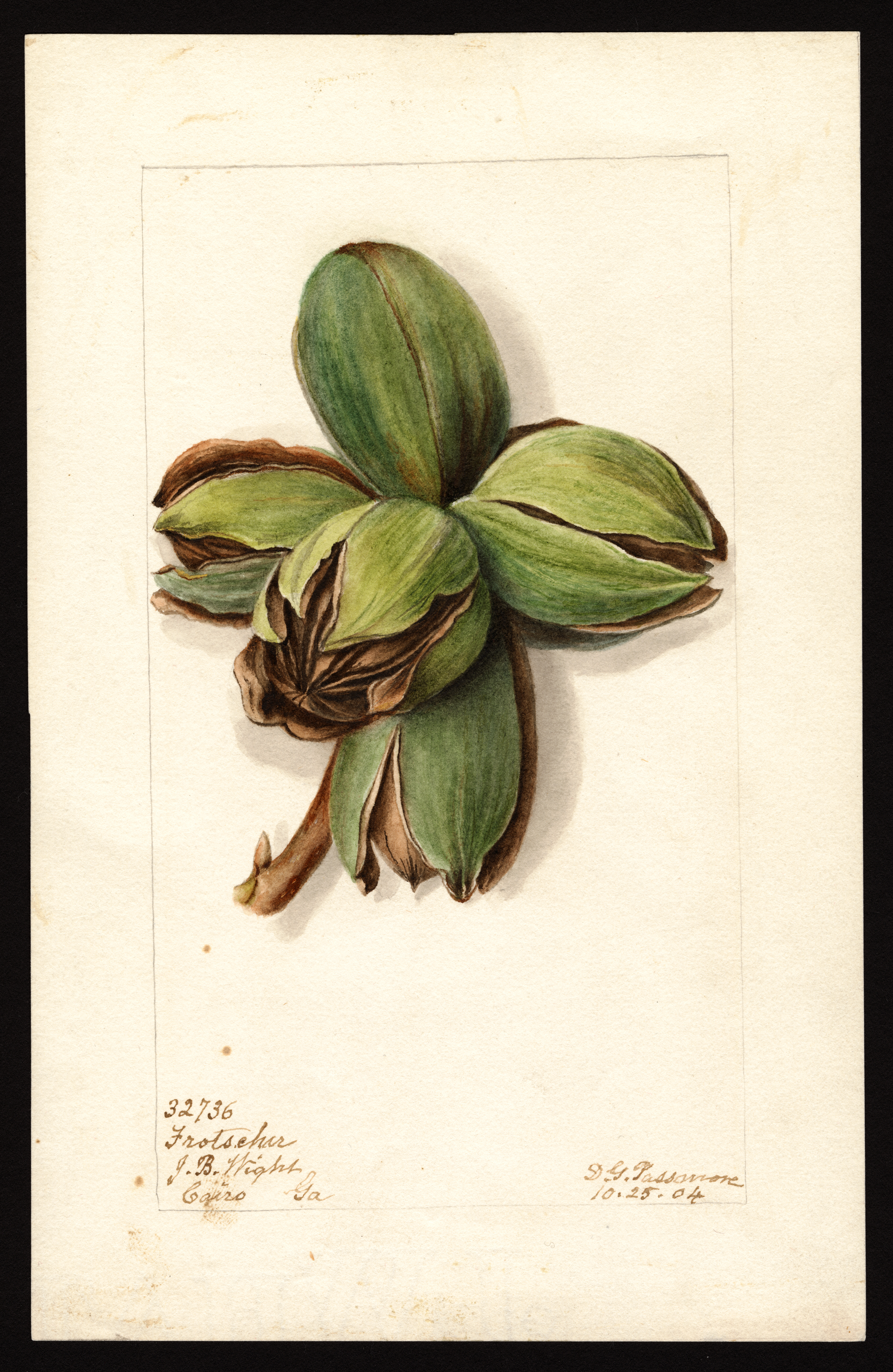
Imagen de la variedad Frotscher de nogal (nombre científico: Carya), con este ejemplar originario de Cairo, condado de Grady, Georgia, Estados Unidos. (1904)
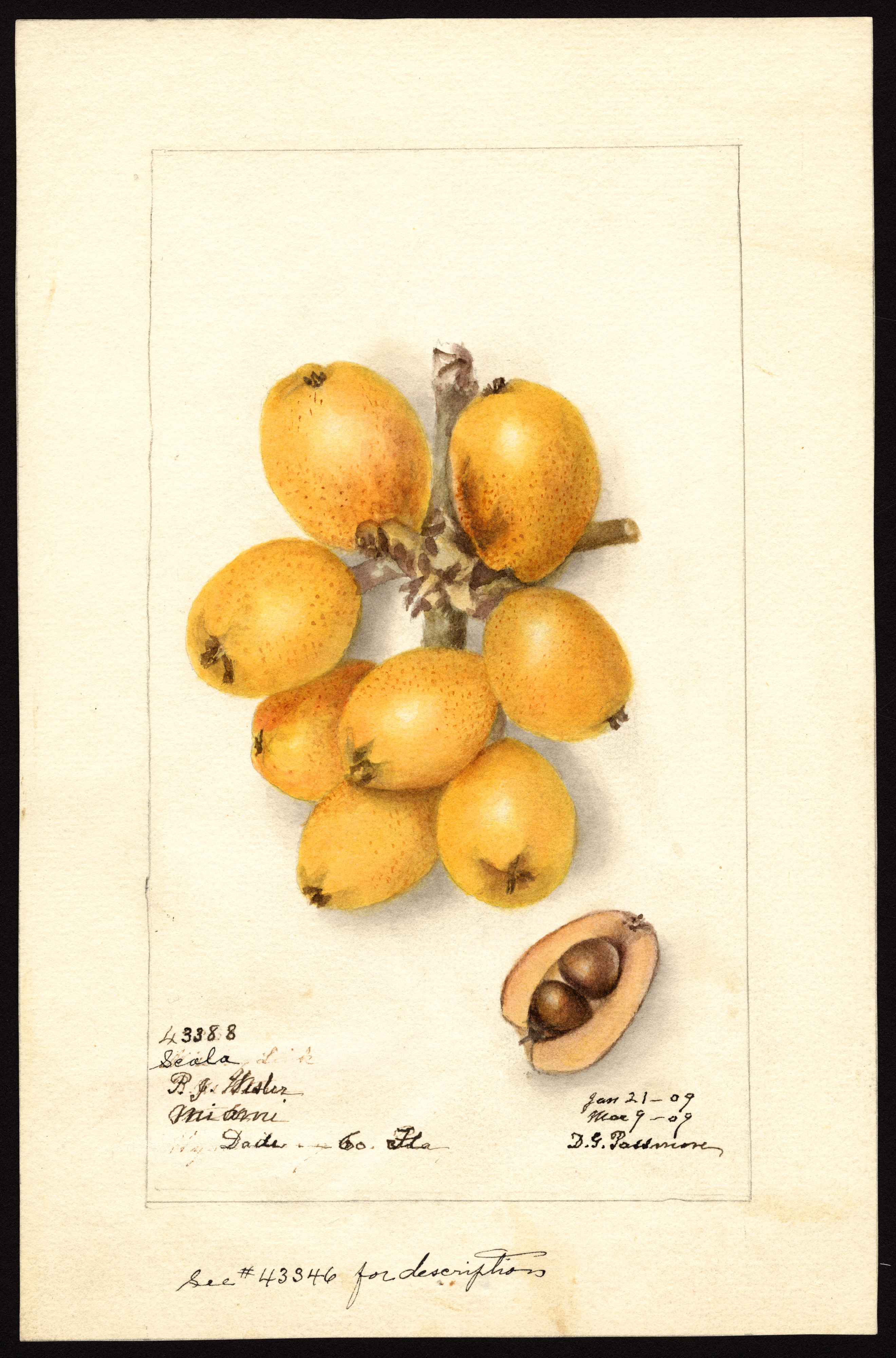
Imagen de la variedad Scala de nísperos (nombre científico: Eriobotrya japonica), con este ejemplar originario de Miami, Condado de Dade, Florida, Estados Unidos. (1909)
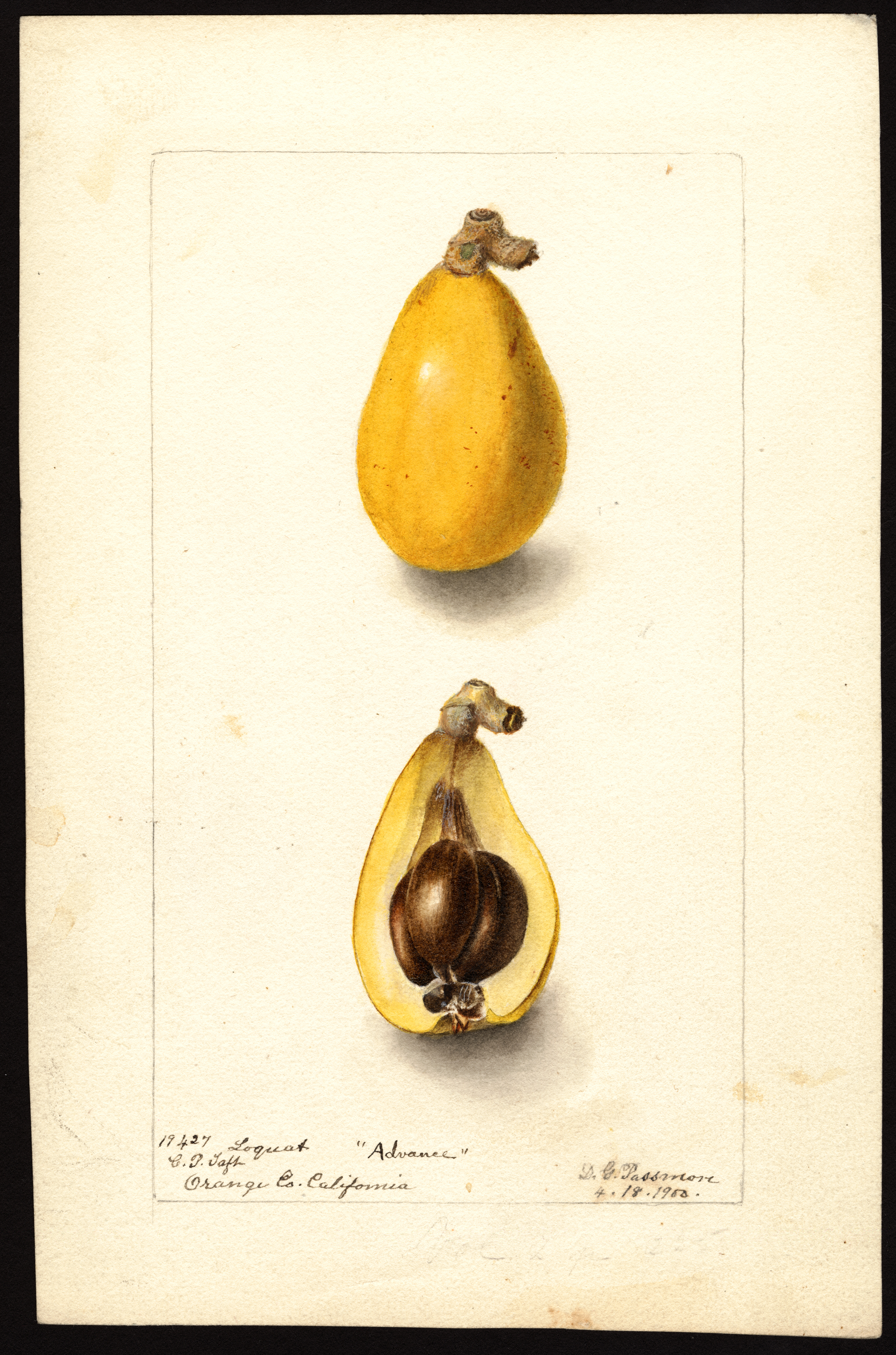
Imagen de la variedad Advance de nísperos (nombre científico: Eriobotrya japonica), con este ejemplar originario de Orange, Condado de Orange, California, Estados Unidos. (1900)
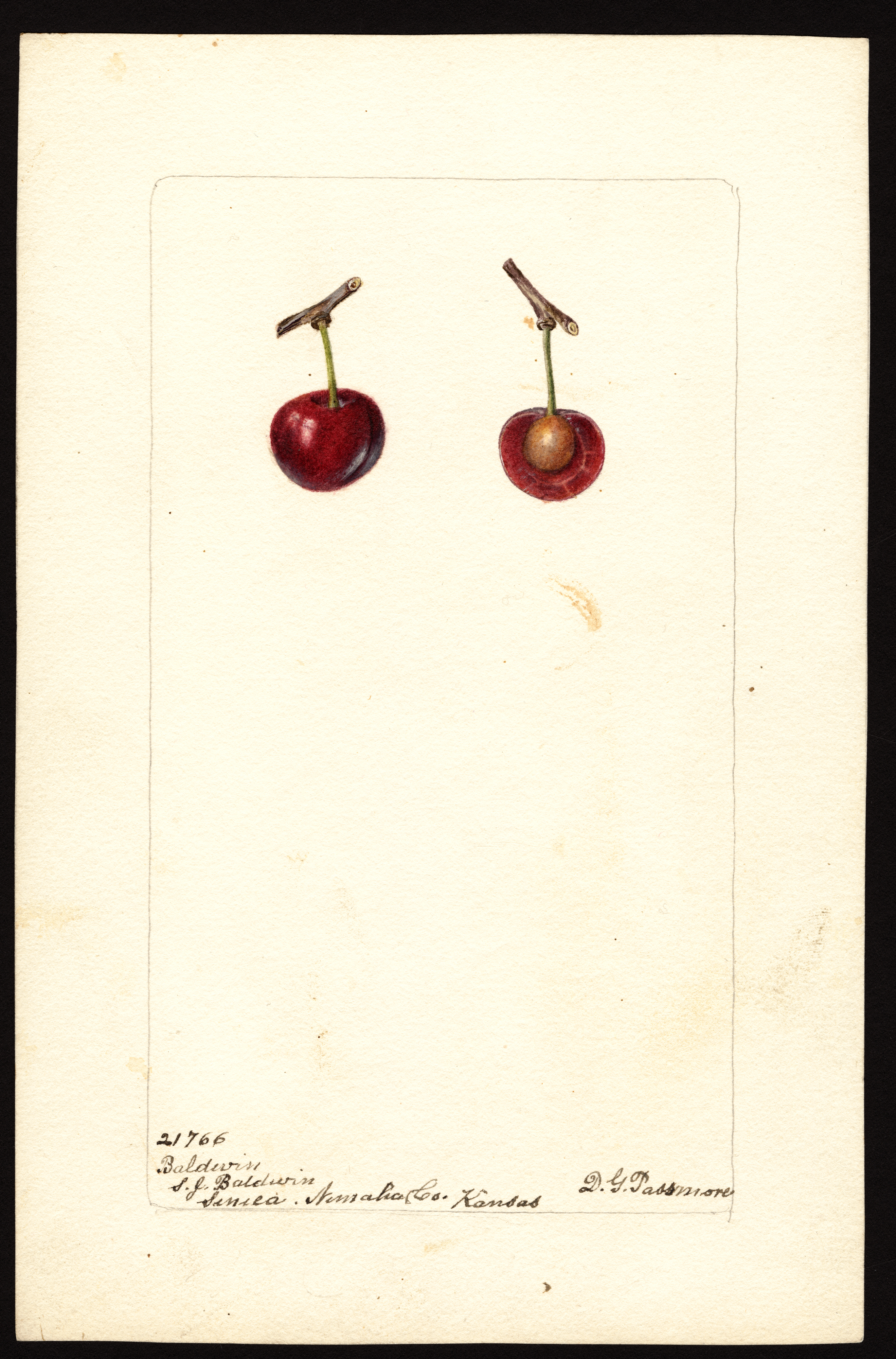
Imagen de la variedad de cerezas Baldwin (nombre científico: Prunus avium), con este ejemplar originario de Seneca, condado de Nemaha, Kansas, Estados Unidos. (1901)
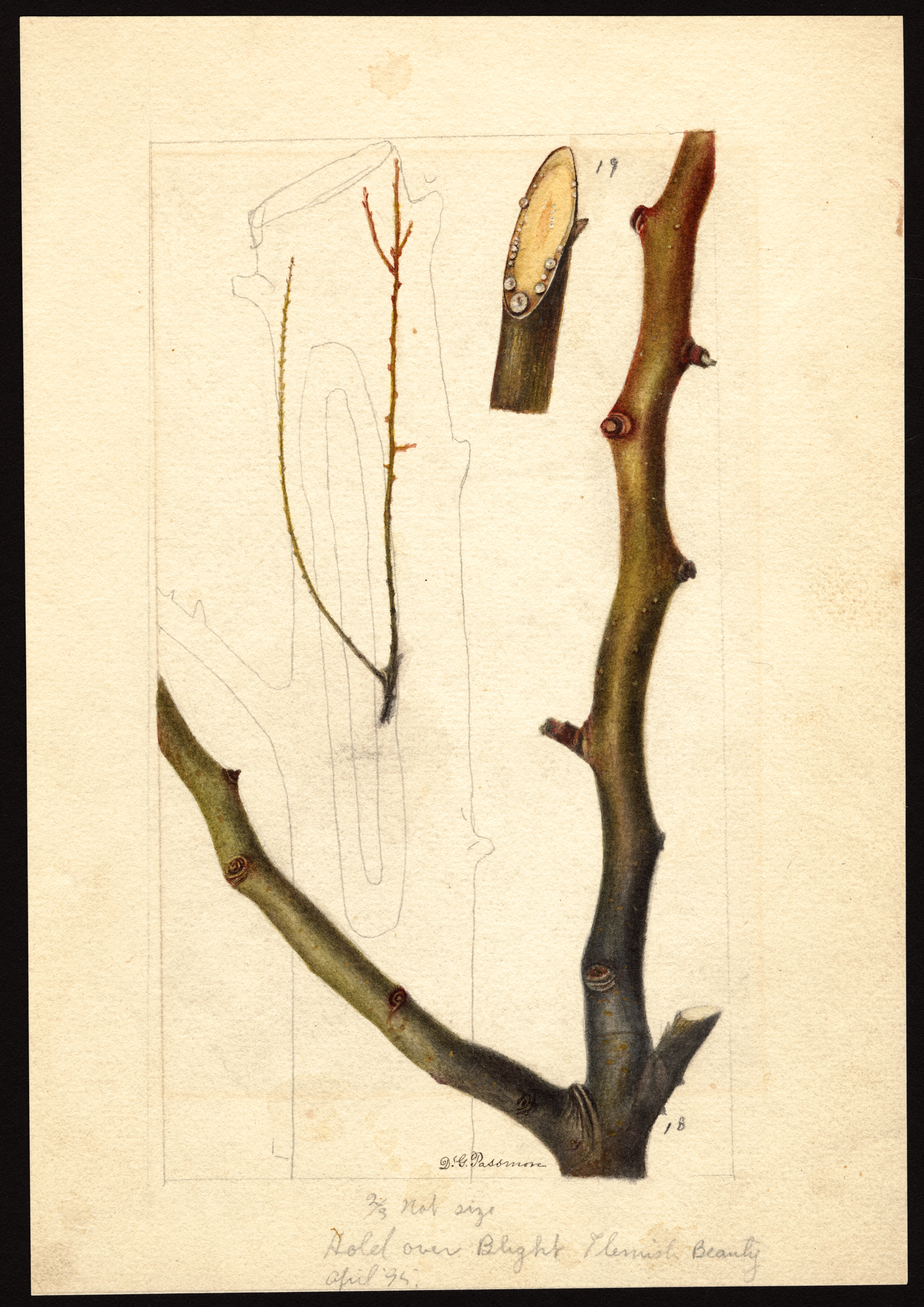
Imagen de la variedad de pera Flemish Beauty (nombre científico: Pyrus communis) (1895)
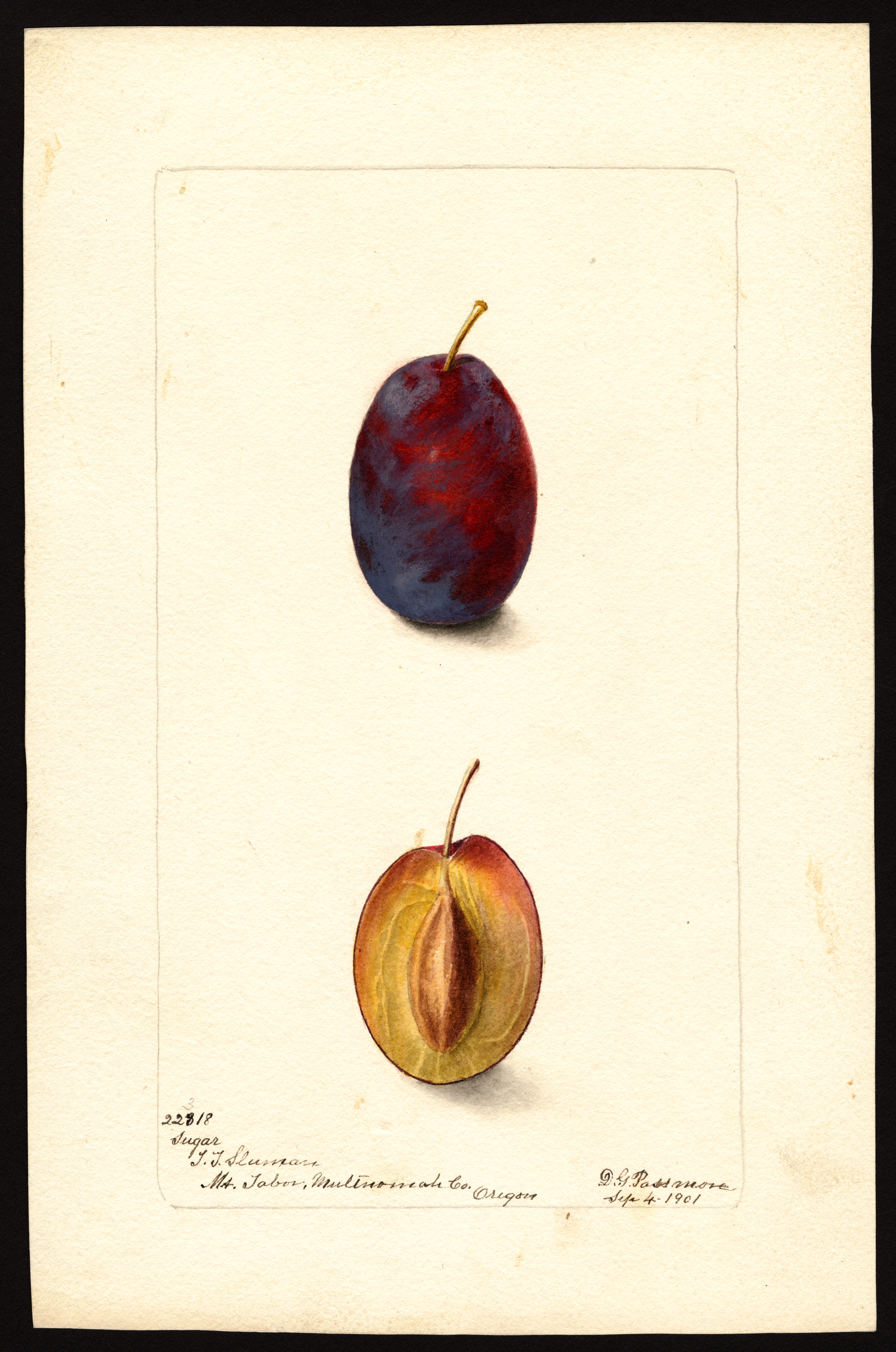
Imagen de la variedad de ciruela Sugar (nombre científico: Prunus domestica), con este ejemplar originario de Mount Tabor, Portland, Condado de Multnomah, Oregón, Estados Unidos. (1907)
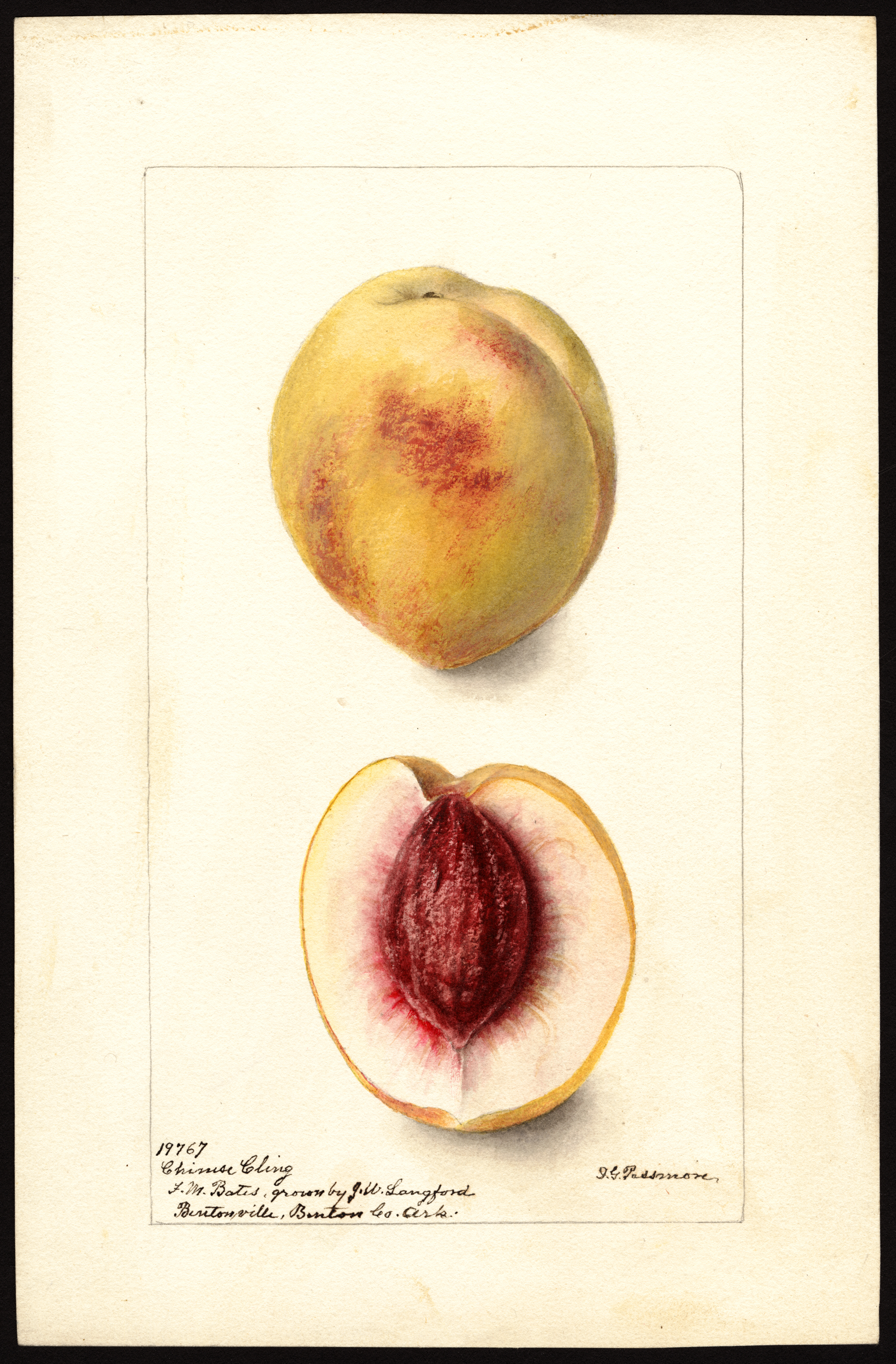
Imagen de la variedad de duraznos chinos Cling (nombre científico: Prunus persica), con este ejemplar originario de Bentonville, condado de Benton, Arkansas, Estados Unidos. (1900)
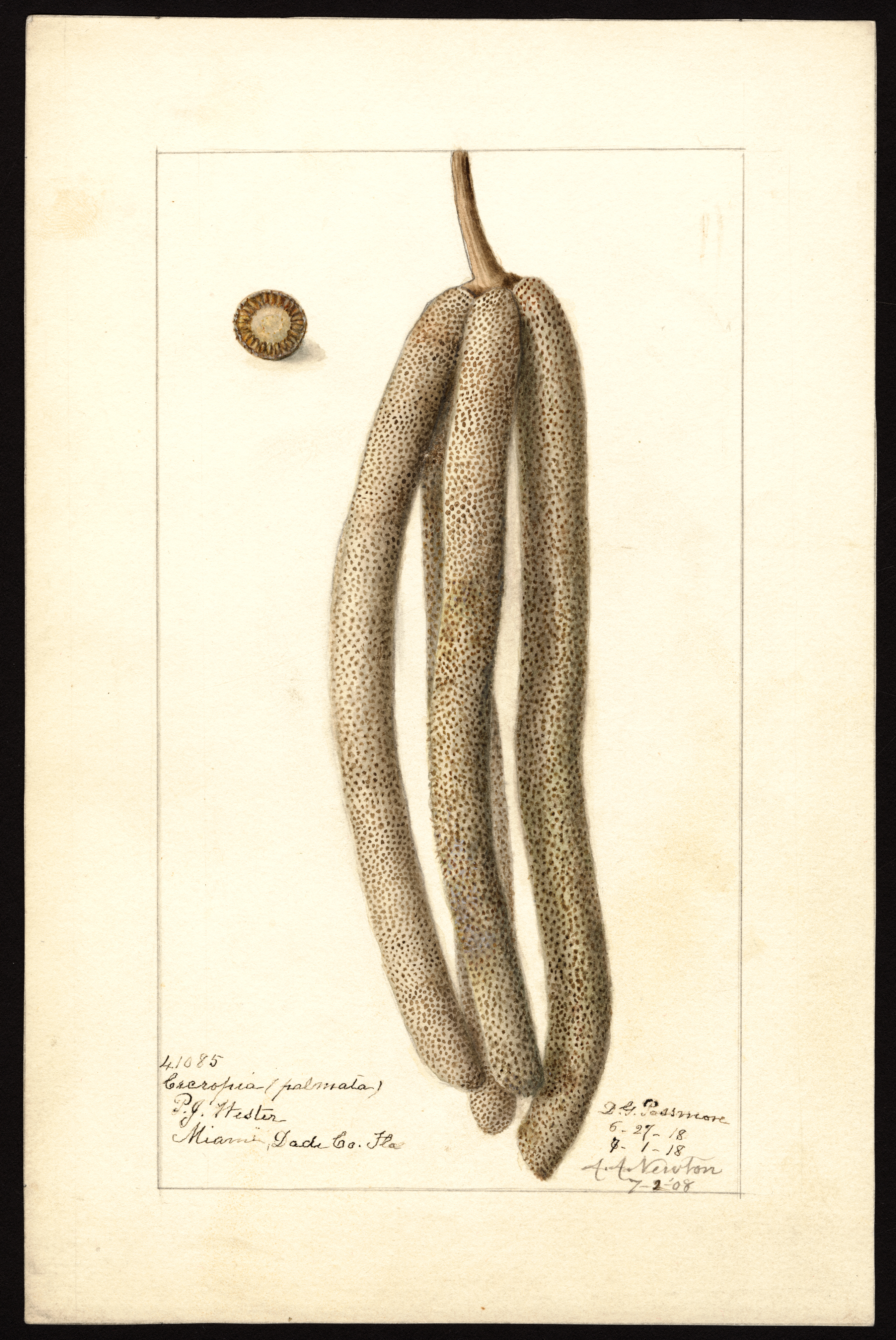
Imagen (nombre científico: Cecropia palmata), con este ejemplar originario de Miami, Condado de Dade, Florida, Estados Unidos. (1918)

## Otras lecturas
- Britton, Nathaniel Lord y Joseph Nelson Rose. Las Cactaceae . Conjunto de 4 volúmenes. Washington, DC: The Carnegie Institution, 1919–23.